# Fanagoria
Fanagoria (en griego antiguo: Φαναγόρεια) fue la mayor colonia griega en la península de Tamán. La ciudad fue un gran centro comercial, siendo la capital de la parte oriental del Reino del Bósforo (que antiguamente era considerada Asia), mientras que Panticapea era la capital de la parte occidental (considerada Europa).

## Historia antigua
Fanagoria fue fundada hacia el año 543 a. C. por colonos griegos de Teos que tuvieron que huir de Asia Menor como consecuencia de un conflicto que los enfrentó con Ciro II el Grande. La ciudad tomó su nombre de uno de estos colonos, Fanagoras.
En el siglo V a. C., la ciudad prosperó gracias al comercio con los escitas y los meotes. Fanagoria abarcó un área de 75 hectáreas, de los cuales una tercera parte ha sido posteriormente sumergida bajo el mar. A mediados del siglo IV a. C. la ciudad fue incorporada al Reino del Bósforo que hasta entonces fue una ciudad libre. La ciudad ganó importancia con la disminución del esplendor de la capital Panticapea, situada en la costa opuesta del Bósforo. En los primeros siglos de nuestra era, Fanagoria se convirtió en el principal centro comercial y demográfico del reino.
Durante el final de la tercera guerra mitridática, la ciudad se sublevó y se posicionó con la República romana. La insurrección acorraló a Mitrídates VI en la ciudadela, donde se suicidó. Años después sufrió el asedio de Farnaces II del Ponto quien la conquistó, aunque más tarde entabló relaciones amistosas con sus habitantes y se retiró de la ciudad tras tomar algunos rehenes.
Una inscripción encontrada durante las excavaciones demuestra que la reina Dinamis, contaba con el apoyo de Augusto, nombrándolo como "Emperador, hijo de dios (César), supervisor de toda tierra y el mar". La lealtad a Roma de Fanagoria le permitió mantener una posición dominante en la región hasta el siglo IV, cuando fue saqueada y destruida por los invasores hunos.
Posteriormente se descubrió una estela de mármol con una inscripción en persa antiguo de Darío I, datada en la primera mitad del siglo V (522 al 486 a. C.), fecha en la que gobernó el rey persa. Así mismo se han hallado vestigios de antiguas murallas griegas.

## Galería

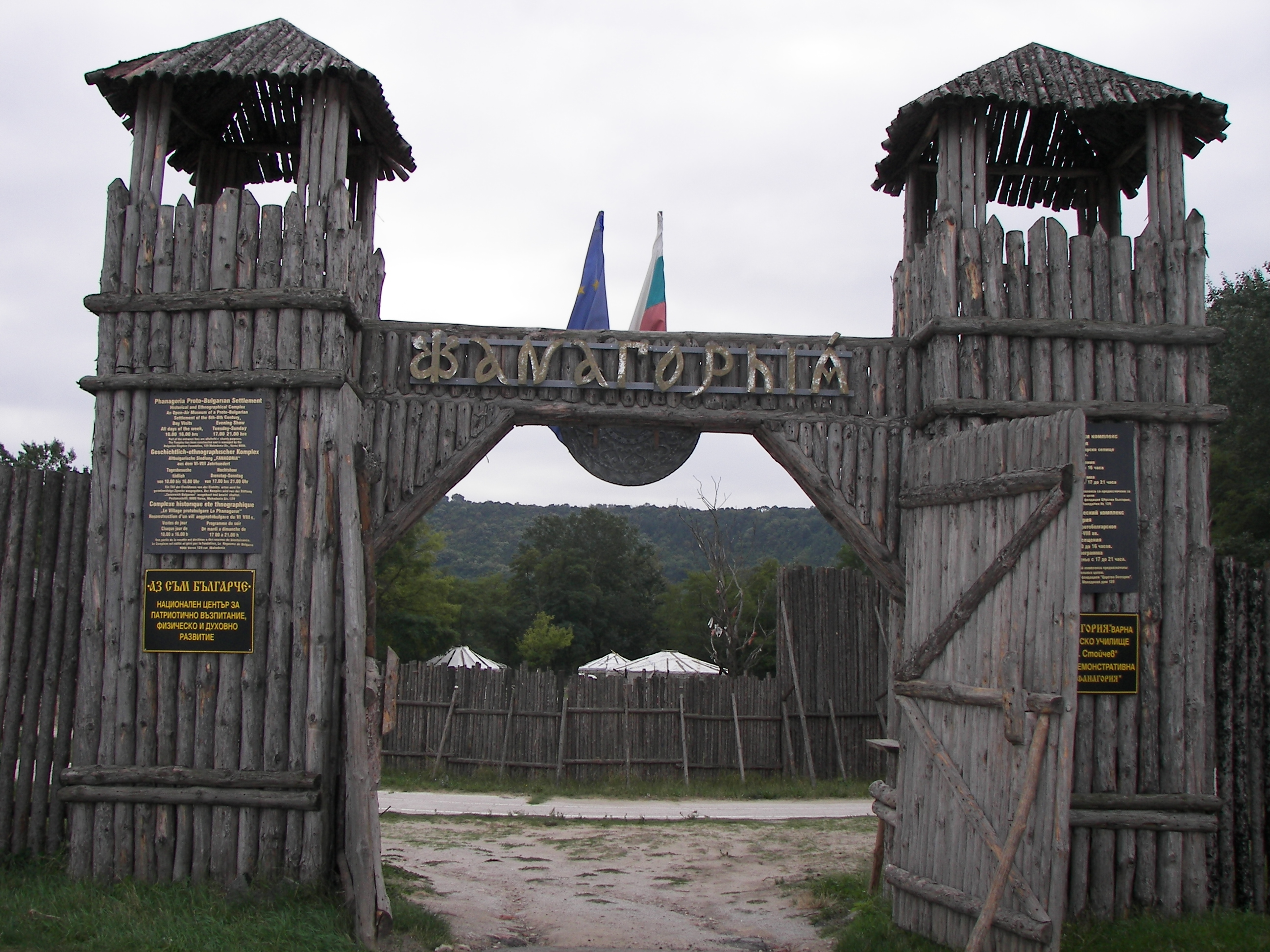
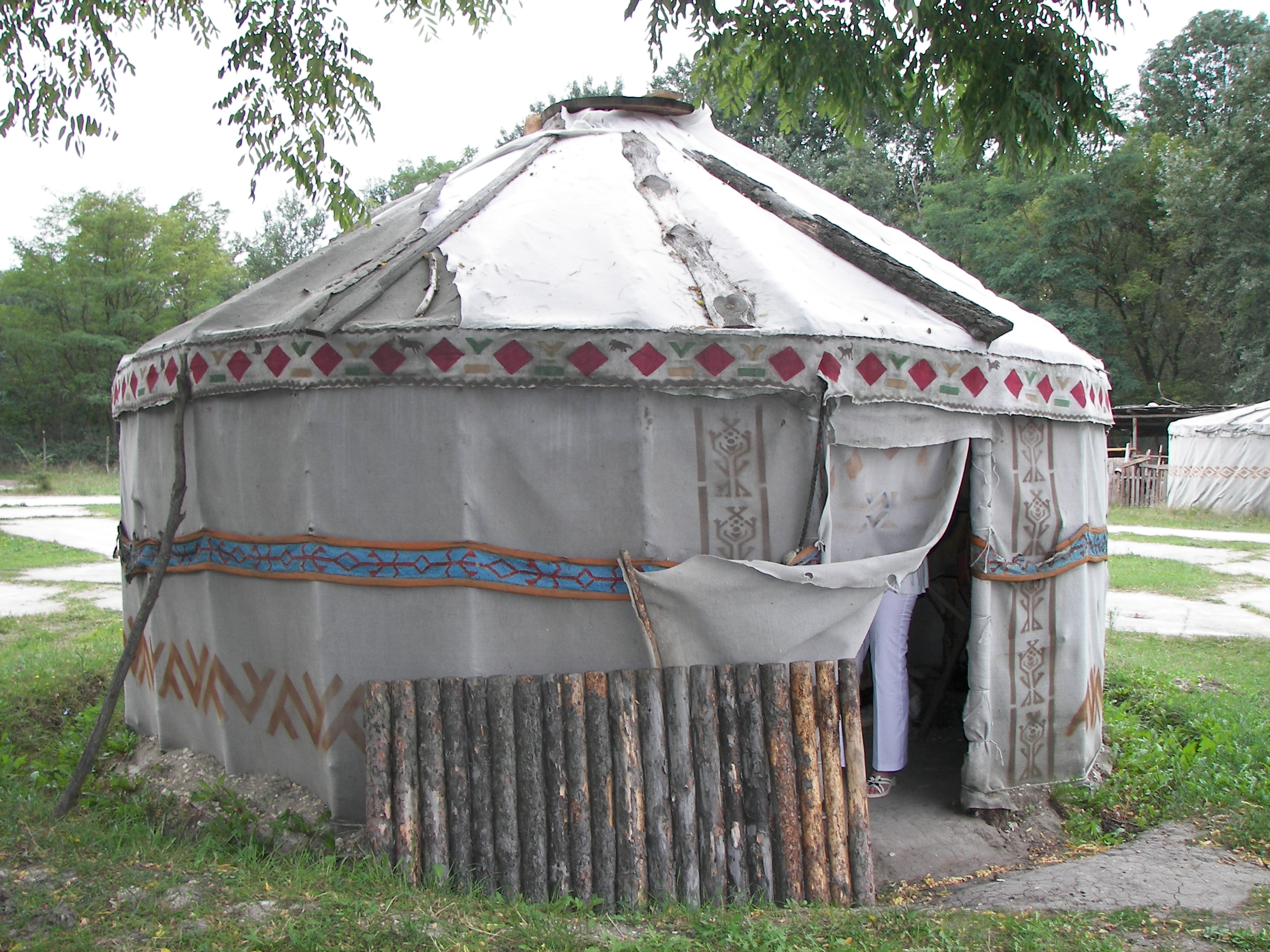
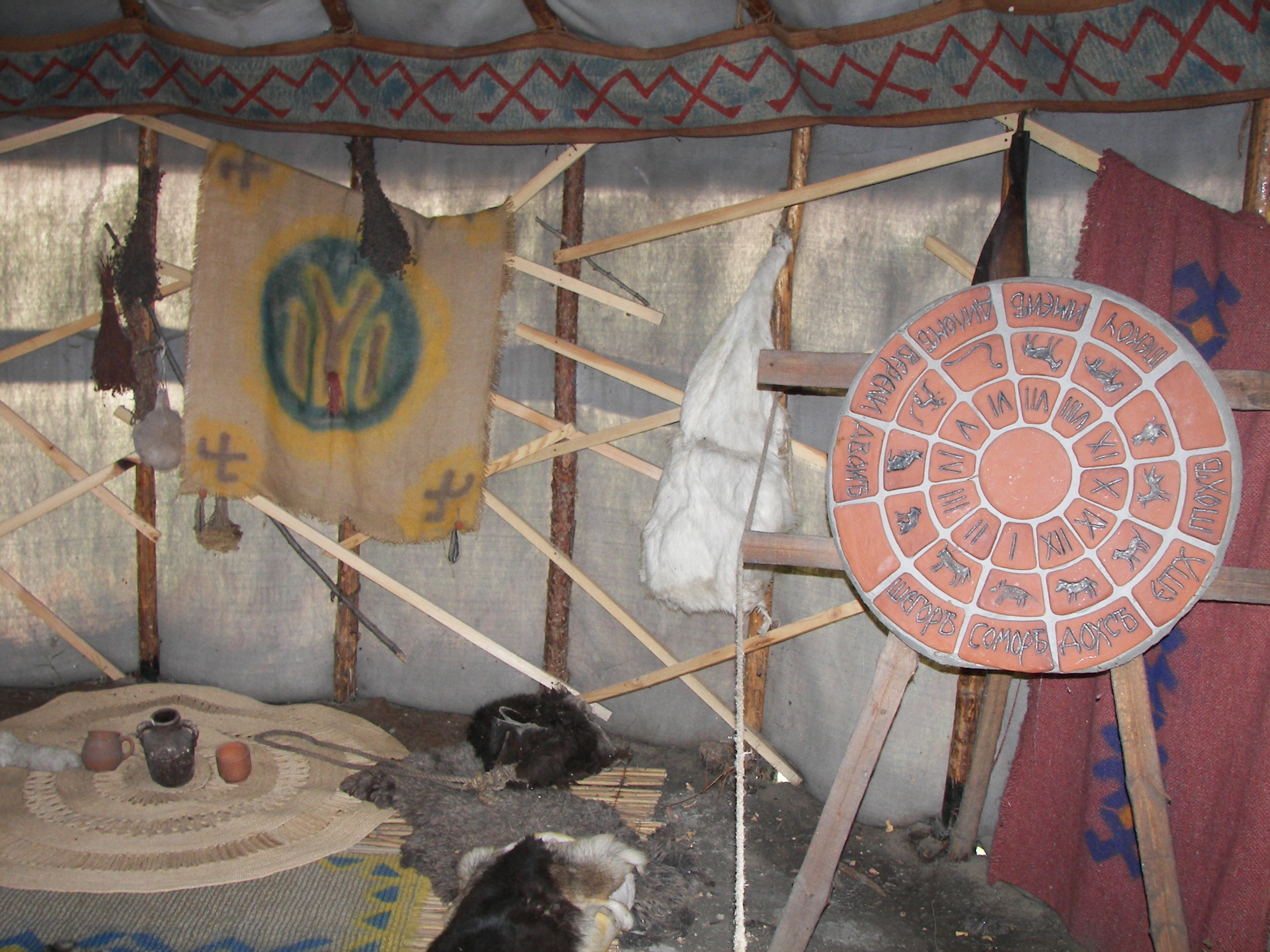
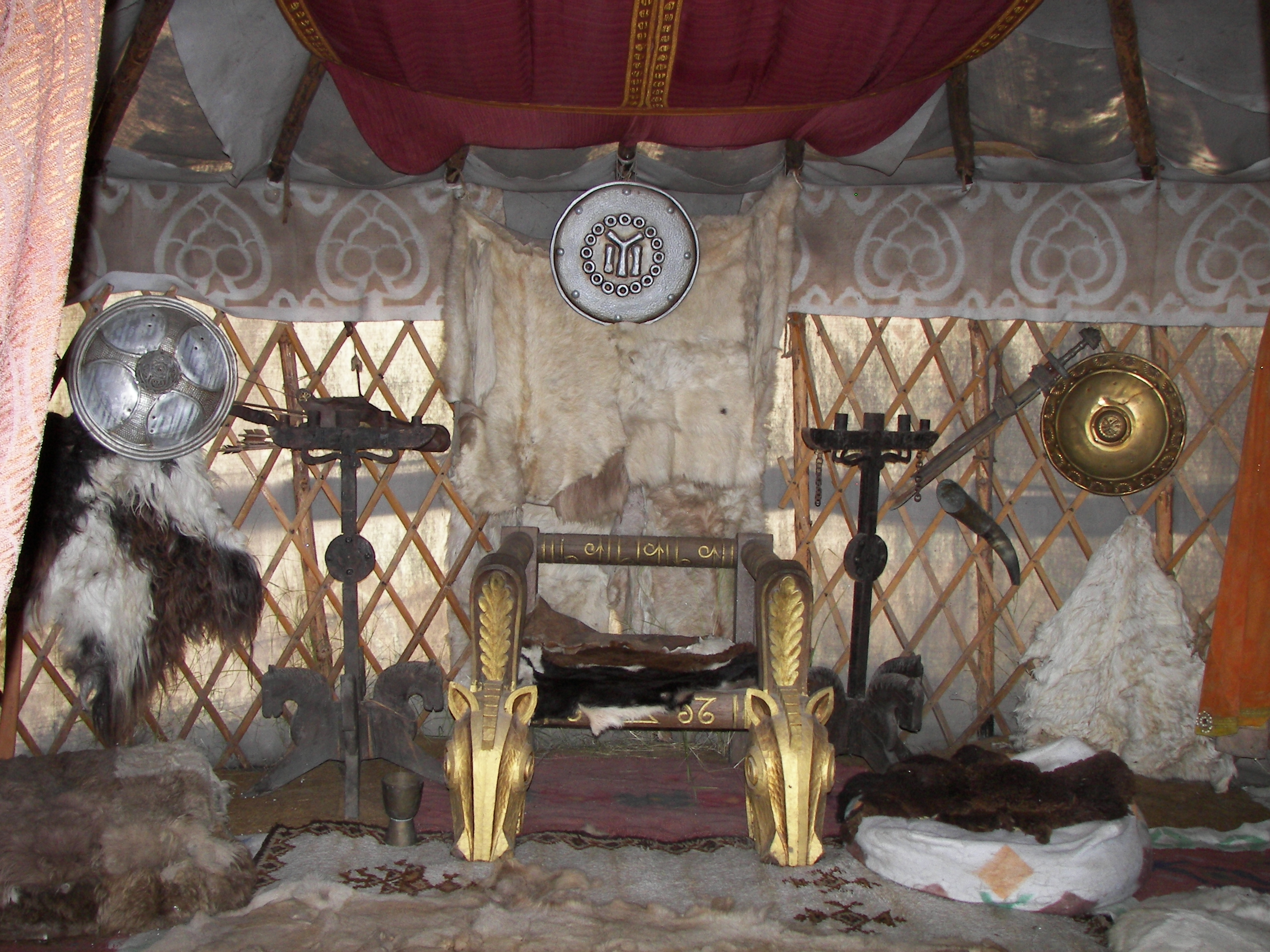